# Mammutträd

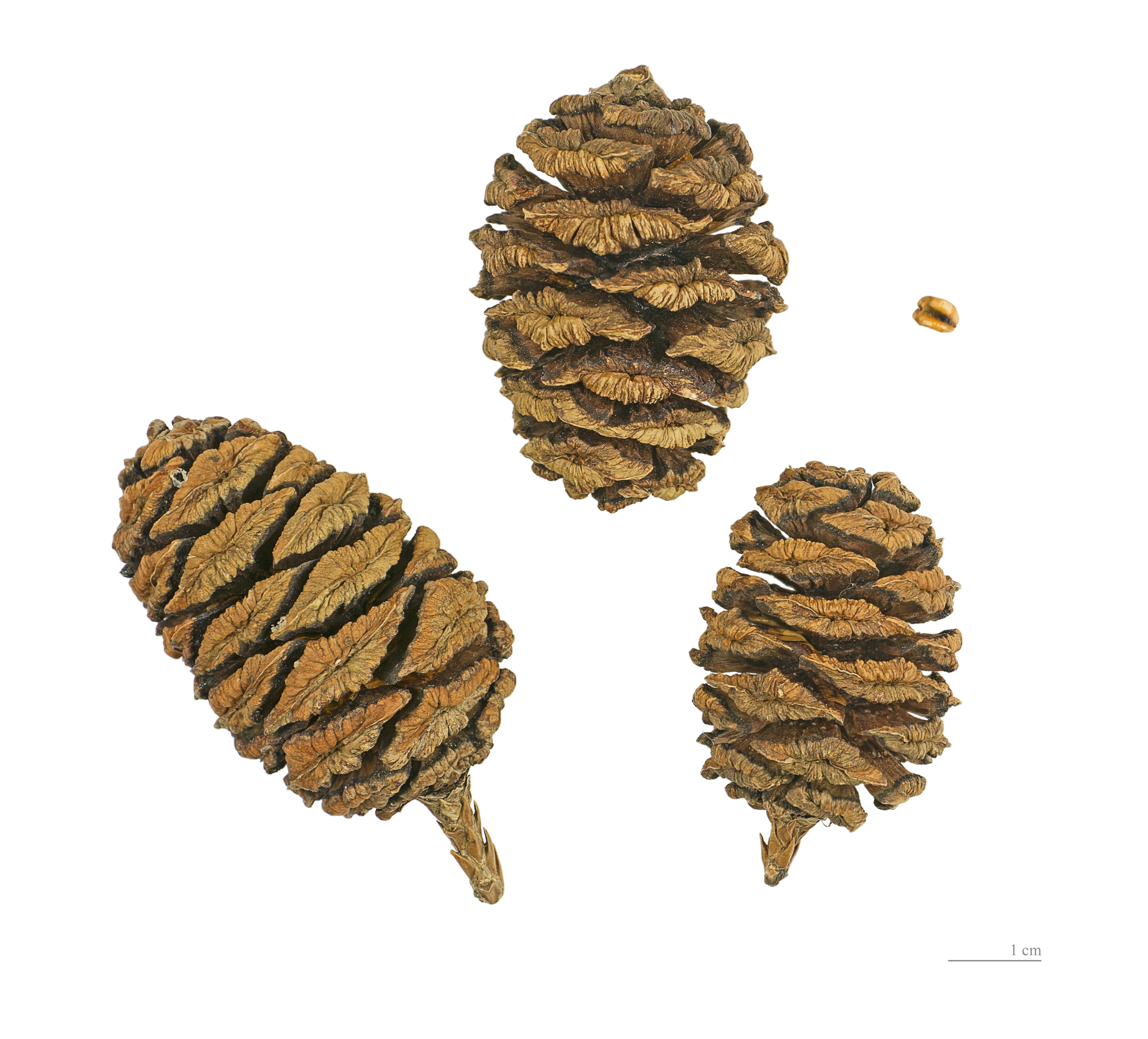
Sequoiadendron giganteum

Mammutträd (Sequoiadendron giganteum) är en barrväxt och den enda arten i mammutträdssläktet (Sequoiadendron). Mammutträdet växer vilt i Sierra Nevadas bergstrakter i Kalifornien, USA. Trädens antal är mycket begränsade och mammutträdet har sedan mitten av 1900-talet ingen kommersiell betydelse.
Den högsta uppskattade åldern på ett mammutträd är 3266 år, vilket gör mammutträden till de tredje äldsta organismerna i världen. Mammutträden når en höjd på 50-85 meter och det högsta uppmätta trädet är 94,9 meter. Mammutträden är till volymen de största träd som funnits på jorden. Den största nu levande individen kallas General Sherman och har en volym på nästan 1 500 m³.

## Habitat
Arten växer i regioner som ligger 830 till 2700 meter över havet. I skogarna där mammutträdet ingår växer även barrträd som coloradogran, praktgran, cedertuja, sockertall, gultall, jeffreytall, douglasgran och Taxus brevifolia samt några lövträd som Quercus kelloggii, Quercus chrysolepis, Cornus nuttallii, Alnus rhombifolia, Salix scouleriana och jättelönn. Typiska buskar i regionen är Castanopsis sempervirens, Arctostaphylos patula och arter av släktet Ceanothus. Vädret i området kännetecknas av torra somrar, regniga höstar, och vintrar med snöfall. Årsnederbörden ligger mellan 900 och 1400 mm. 

## Användning och hot
Mammutträdets virke användes under andra hälften av 1800-talet och början av 1900-talet vid husbyggen i San Francisco Bay Area. Flera exemplar planterades i stadsparker och i större trädgårdar. Intensivare bränder är ett hot mot beståndet. Mammutträdet kan uthärda mindre bränder, men i områden som skadats har mammutträdet svårt att återhämta sig. IUCN listar arten som starkt hotad (EN).